# Robert Hue
Robert Hue, egentligt: Robert Georges Auguste Hue (født 19. oktober 1946 i Paris-forstaden Cormeilles-en-Parisis i Val-d'Oise, Île-de-France) er en fransk kommunistisk, senere demokratisk socialistisk partileder. Han var kandidat ved præsidentvalgene i 1995 og 2002.

## Partileder
Robert Hue blev medlem af det franske kommunist parti (PCF) i 1962. Han forlod partiet i 2008.
Hue var partiets generalsekretær (Secrétaire national) i 1994–2001, og han var dets formand (président du PCF) i 2001–2003. Marie-George Buffet blev Robert Hue's efterfølger som kommunistisk partileder.
I 2009 blev Hue formand for det lille venstreorienterede parti den progressive bevægelse (MdP eller MDP). Fra 2012 deltager det lille parti i et parlamentarisk samarbejde med det radikale venstreparti i Nationalforsamlingen og i Senatet.

## Præsidentkandidat
Ved præsidentvalget i 1995 fik Hue 8,64 procent af stemmerne, mens han fik 3,37 procent ved valget i 2002.
I maj 2016 besluttede den progressive bevægelse (MdP) at opstille Sébastien Nadot (født 1972) som partiets kandidat ved præsidentvalget i 2017. Ved fristens udløb havde partiet imidlertid ikke samlet det nødvendige antal stillere, og Robert Hue meddelte den 10. marts 2017, at partiet i stedet støttede Emmanuel Macrons valgkamp.

## Medlem af Nationalforsamlingen
I 1997–2002 var Robert Hue medlem af Nationalforsamlingen.

## Medlem af Europa-Parlamentet
I 1999–2000 var Robert Hue medlem af Europa-Parlamentet.

## Senator
Den 1. oktober 2004 blev Robert Hue medlem af Senatet, valgt for Val-d'Oise.

## Borgmester og regionsrådsmedlem
I 1977–2009 var Robert Hue borgmester for Montigny-lès-Cormeilles i Val-d'Oise. Han fortsatte i byrådet indtil 2014.
Robert Hue var medlem af regionsrådet (conseiller régional) for Île-de-France i 1986–1988 og i 1992–1993.
Hue var medlem af departementsrådet (conseiller général) for Val-d'Oise i 1988–1998.